# 0/6
0/6 (가물치전, Gamulchi Jeon) est un manhwa en cinq volumes de Lee You-Jung publié par Seoul Munhwasa. Il fut publié intégralement aux États-Unis par NetComics, et partiellement en France par Akileos, dans la collection Tengai.

## Synopsis
Moolchi est l'archétype du loser : cible favorite des voyous, il ne brille guère davantage dans ses études et sa vie sociale, et se gave de vitamines dans l'espoir de devenir plus fort. Or un jour, son père, chercheur expatrié aux États-Unis, lui envoie un mystérieux colis. À l'intérieur, une ravissante jeune fille : Jong-E alias « Six », un automate qui aurait pour objectif principal de protéger Moolchi d'un danger imminent. Sa vie se voit ainsi complètement bouleversée par cette fille aussi jolie qu'étrange…